# Interlands Azerbeidzjaans voetbalelftal 2020-2029
Deze pagina toont een chronologisch en gedetailleerd overzicht van de interlands die het Azerbeidzjaans voetbalelftal speelt en heeft gespeeld in de periode 2020 – 2029.

## Interlands

### 2020
|                                                                                     |                     |       |                                                          |                                                                               |
| 5 september UEFA Nations League Groep C1 № 257 «onderlinge duels» 20:00 uur (UTC+4) | Azerbeidzjan        | 1 – 2 | Luxemburg                                                | Olympisch Stadion, Bakoe Toeschouwers: 0 Scheidsrechter: Chris Kavanagh (ENG) |
| 5 september UEFA Nations League Groep C1 № 257 «onderlinge duels» 20:00 uur (UTC+4) | Ramil Sjejdajev 43' |       | 48' (e.d.) Anton Krivotsjoek 72' (pen.) Gerson Rodrigues | Olympisch Stadion, Bakoe Toeschouwers: 0 Scheidsrechter: Chris Kavanagh (ENG) |

|                                                                                     |        |                     |              |                                                                        |
| 8 september UEFA Nations League Groep C1 № 258 «onderlinge duels» 21:45 uur (UTC+3) | Cyprus | 0 – 1               | Azerbeidzjan | GSP-stadion, Nicosia Toeschouwers: 0 Scheidsrechter: Filip Glova (SVK) |
| 8 september UEFA Nations League Groep C1 № 258 «onderlinge duels» 21:45 uur (UTC+3) |        | 29' Maksim Medvedev |              | GSP-stadion, Nicosia Toeschouwers: 0 Scheidsrechter: Filip Glova (SVK) |

|                                                                                    |                                     |       |              |                                                                                       |
| 10 oktober UEFA Nations League Groep C1 № 259 «onderlinge duels» 15:00 uur (UTC+2) | Montenegro                          | 2 – 0 | Azerbeidzjan | Pod Goricomstadion, Podgorica Toeschouwers: 0 Scheidsrechter: Ricardo de Burgos (ESP) |
| 10 oktober UEFA Nations League Groep C1 № 259 «onderlinge duels» 15:00 uur (UTC+2) | Stevan Jovetić 9' Igor Ivanović 71' |       |              | Pod Goricomstadion, Podgorica Toeschouwers: 0 Scheidsrechter: Ricardo de Burgos (ESP) |

|                                                                                    |              |       |        |                                                                                   |
| 13 oktober UEFA Nations League Groep C1 № 260 «onderlinge duels» 18:00 uur (UTC+2) | Azerbeidzjan | 0 – 0 | Cyprus | Elbasan Arena, Elbasan (Albanië) Toeschouwers: 0 Scheidsrechter: Fran Jović (CRO) |
| 13 oktober UEFA Nations League Groep C1 № 260 «onderlinge duels» 18:00 uur (UTC+2) |              |       |        | Elbasan Arena, Elbasan (Albanië) Toeschouwers: 0 Scheidsrechter: Fran Jović (CRO) |

|                                                                          |          |       |              |                                                                               |
| 11 november Vriendschappelijk № 261 «onderlinge duels» 20:45 uur (UTC+4) | Slovenië | 0 – 0 | Azerbeidzjan | Stožicestadion, Ljubljana Toeschouwers: 0 Scheidsrechter: Ferenc Karakó (HUN) |
| 11 november Vriendschappelijk № 261 «onderlinge duels» 20:45 uur (UTC+4) |          |       |              | Stožicestadion, Ljubljana Toeschouwers: 0 Scheidsrechter: Ferenc Karakó (HUN) |

|                                                                                     |              |       |            |                                                                                                 |
| 14 november UEFA Nations League Groep C1 № 262 «onderlinge duels» 18:00 uur (UTC+1) | Azerbeidzjan | 0 – 0 | Montenegro | Ivan Laljak-Ivićstadion, Zaprešić (Kroatië) Toeschouwers: 0 Scheidsrechter: Sergej Ivanov (RUS) |
| 14 november UEFA Nations League Groep C1 № 262 «onderlinge duels» 18:00 uur (UTC+1) |              |       |            | Ivan Laljak-Ivićstadion, Zaprešić (Kroatië) Toeschouwers: 0 Scheidsrechter: Sergej Ivanov (RUS) |

|                                                                                     |           |       |              |                                                                                    |
| 17 november UEFA Nations League Groep C1 № 263 «onderlinge duels» 20:45 uur (UTC+1) | Luxemburg | 0 – 0 | Azerbeidzjan | Stade Josy Barthel, Luxemburg Toeschouwers: 100 Scheidsrechter: Felix Zwayer (GER) |
| 17 november UEFA Nations League Groep C1 № 263 «onderlinge duels» 20:45 uur (UTC+1) |           |       |              | Stade Josy Barthel, Luxemburg Toeschouwers: 100 Scheidsrechter: Felix Zwayer (GER) |

### 2021
|                                                                           |                            |       |              |                                                                                       |
| 24 maart WK-kwalificatie Groep A № 264 «onderlinge duels» 19:45 uur (UTC) | Portugal                   | 1 – 0 | Azerbeidzjan | Allianz Stadium, Turijn (Italië) Toeschouwers: 0 Scheidsrechter: Daniel Siebert (GER) |
| 24 maart WK-kwalificatie Groep A № 264 «onderlinge duels» 19:45 uur (UTC) | Maksim Medvedev 36' (e.d.) |       |              | Allianz Stadium, Turijn (Italië) Toeschouwers: 0 Scheidsrechter: Daniel Siebert (GER) |

|                                                                       |                                                  |       |                            |                                                                                 |
| 27 maart Vriendschappelijk № 265 «onderlinge duels» 19:00 uur (UTC+2) | Qatar                                            | 2 – 1 | Azerbeidzjan               | Nagyerdei-stadion, Debrecen Toeschouwers: 0 Scheidsrechter: Ivan Kružliak (SVK) |
| 27 maart Vriendschappelijk № 265 «onderlinge duels» 19:00 uur (UTC+2) | Hassan Al-Haidos 55' (pen.) Hassan Al-Haidos 58' |       | 16' (pen.) Ramil Sjejdajev | Nagyerdei-stadion, Debrecen Toeschouwers: 0 Scheidsrechter: Ivan Kružliak (SVK) |

|                                                                             |                          |       |                                                 |                                                                                 |
| 30 maart WK-kwalificatie Groep A № 266 «onderlinge duels» 20:00 uur (UTC+4) | Azerbeidzjan             | 1 – 2 | Servië                                          | Olympisch Stadion, Bakoe Toeschouwers: 0 Scheidsrechter: Roi Reinshreiber (ISR) |
| 30 maart WK-kwalificatie Groep A № 266 «onderlinge duels» 20:00 uur (UTC+4) | Emin Mahmudov 59' (pen.) |       | 16' Aleksandar Mitrović 81' Aleksandar Mitrović | Olympisch Stadion, Bakoe Toeschouwers: 0 Scheidsrechter: Roi Reinshreiber (ISR) |

|                                                                     |                                     |       |                   |                                                                                      |
| 27 mei Vriendschappelijk № 267 «onderlinge duels» 20:00 uur (UTC+3) | Turkije                             | 2 – 1 | Azerbeidzjan      | Bahçeşehir Okullarıstadion, Alanya Toeschouwers: 400 Scheidsrechter: Genc Nuza (KOS) |
| 27 mei Vriendschappelijk № 267 «onderlinge duels» 20:00 uur (UTC+3) | Halil Dervişoğlu 34' Kaan Ayhan 45' |       | 28' Emin Mahmudov | Bahçeşehir Okullarıstadion, Alanya Toeschouwers: 400 Scheidsrechter: Genc Nuza (KOS) |

|                                                                     |                    |       |                                           |                                                                                |
| 2 juni Vriendschappelijk № 268 «onderlinge duels» 19:00 uur (UTC+3) | Wit-Rusland        | 1 – 2 | Azerbeidzjan                              | Dinamostadion, Minsk Toeschouwers: 4.120 Scheidsrechter: Dumitru Muntean (MDA) |
| 2 juni Vriendschappelijk № 268 «onderlinge duels» 19:00 uur (UTC+3) | Maksim Skavysj 56' |       | 73' Badavi Hüseynov 90+1' Ramil Sjejdajev | Dinamostadion, Minsk Toeschouwers: 4.120 Scheidsrechter: Dumitru Muntean (MDA) |

|                                                                     |                     |       |              |                                                                                          |
| 6 juni Vriendschappelijk № 269 «onderlinge duels» 19:00 uur (UTC+3) | Moldavië            | 1 – 0 | Azerbeidzjan | Zimbrustadion, Chisinau Toeschouwers: 2.130 Scheidsrechter: Marian Alexandru Barbu (ROU) |
| 6 juni Vriendschappelijk № 269 «onderlinge duels» 19:00 uur (UTC+3) | Vitalie Damașcan 8' |       |              | Zimbrustadion, Chisinau Toeschouwers: 2.130 Scheidsrechter: Marian Alexandru Barbu (ROU) |

|                                                                                |                                              |       |                   | |
| 1 september WK-kwalificatie Groep A № 270 «onderlinge duels» 20:45 uur (UTC+2) | Luxemburg                                    | 2 – 1 | Azerbeidzjan      | Stade de Luxembourg, Luxemburg Toeschouwers: 2.000 Scheidsrechter: Irfan Peljto (BIH) Video-assistent: Marco Fritz (GER) |
| 1 september WK-kwalificatie Groep A № 270 «onderlinge duels» 20:45 uur (UTC+2) | Michael Pinto 8' Gerson Rodrigues 28' (pen.) |       | 67' Emin Mahmudov | Stade de Luxembourg, Luxemburg Toeschouwers: 2.000 Scheidsrechter: Irfan Peljto (BIH) Video-assistent: Marco Fritz (GER) |

|                                                                                |                 |       |                     | |
| 4 september WK-kwalificatie Groep A № 271 «onderlinge duels» 17:00 uur (UTC+1) | Ierland         | 1 – 1 | Azerbeidzjan        | Avivastadion, Dublin Toeschouwers: 21.287 Scheidsrechter: Jérôme Brisard (FRA) Video-assistent: Stéphanie Frappart (FRA) |
| 4 september WK-kwalificatie Groep A № 271 «onderlinge duels» 17:00 uur (UTC+1) | Shane Duffy 87' |       | 45+1' Emin Mahmudov | Avivastadion, Dublin Toeschouwers: 21.287 Scheidsrechter: Jérôme Brisard (FRA) Video-assistent: Stéphanie Frappart (FRA) |

|                                                                                |              |                                                   |          | |
| 7 september WK-kwalificatie Groep A № 272 «onderlinge duels» 20:00 uur (UTC+4) | Azerbeidzjan | 0 – 3                                             | Portugal | Olympisch Stadion, Bakoe Toeschouwers: 20.574 Scheidsrechter: Marco Guida (ITA) Video-assistent: Marco Di Bello (ITA) |
| 7 september WK-kwalificatie Groep A № 272 «onderlinge duels» 20:00 uur (UTC+4) |              | 26' Bernardo Silva 31' André Silva 75' Diogo Jota |          | Olympisch Stadion, Bakoe Toeschouwers: 20.574 Scheidsrechter: Marco Guida (ITA) Video-assistent: Marco Di Bello (ITA) |

|                                                                              |              |                                                             |         | |
| 9 oktober WK-kwalificatie Groep A № 273 «onderlinge duels» 20:00 uur (UTC+4) | Azerbeidzjan | 0 – 3                                                       | Ierland | Olympisch Stadion, Bakoe Toeschouwers: 6.852 Scheidsrechter: Espen Eskås (NOR) Video-assistent: Abdulkadir Bitigen (TUR) |
| 9 oktober WK-kwalificatie Groep A № 273 «onderlinge duels» 20:00 uur (UTC+4) |              | 7' Callum Robinson 39' Callum Robinson 90' Chiedozie Ogbene |         | Olympisch Stadion, Bakoe Toeschouwers: 6.852 Scheidsrechter: Espen Eskås (NOR) Video-assistent: Abdulkadir Bitigen (TUR) |

|                                                                               |                                                                     |       |                     | |
| 12 oktober WK-kwalificatie Groep A № 274 «onderlinge duels» 20:45 uur (UTC+2) | Servië                                                              | 3 – 1 | Azerbeidzjan        | Rode Sterstadion, Belgrado Toeschouwers: 5.890 Scheidsrechter: Erik Lambrechts (BEL) Video-assistent: Lawrence Visser (BEL) |
| 12 oktober WK-kwalificatie Groep A № 274 «onderlinge duels» 20:45 uur (UTC+2) | Dušan Vlahović 30' (pen.) Dušan Vlahović 53' Dušan Tadić 83' (pen.) |       | 45+2' Emin Mahmudov | Rode Sterstadion, Belgrado Toeschouwers: 5.890 Scheidsrechter: Erik Lambrechts (BEL) Video-assistent: Lawrence Visser (BEL) |

|                                                                                |                  |       |                                                                 | |
| 11 november WK-kwalificatie Groep A № 275 «onderlinge duels» 21:00 uur (UTC+4) | Azerbeidzjan     | 1 – 3 | Luxemburg                                                       | Olympisch Stadion, Bakoe Toeschouwers: 2.986 Scheidsrechter: Manuel Schüttengruber (AUT) Video-assistent: Harald Lechner (AUT) |
| 11 november WK-kwalificatie Groep A № 275 «onderlinge duels» 21:00 uur (UTC+4) | Azər Salahlı 82' |       | 67' Gerson Rodrigues 78' Sébastien Thill 90+1' Gerson Rodrigues | Olympisch Stadion, Bakoe Toeschouwers: 2.986 Scheidsrechter: Manuel Schüttengruber (AUT) Video-assistent: Harald Lechner (AUT) |

|                                                                          |                                            |       |                               |                                                                                   |
| 14 november Vriendschappelijk № 276 «onderlinge duels» 21:00 uur (UTC+4) | Azerbeidzjan                               | 2 – 2 | Qatar                         | Olympisch Stadion, Bakoe Toeschouwers: 1.537 Scheidsrechter: Donatas Rumšas (LTU) |
| 14 november Vriendschappelijk № 276 «onderlinge duels» 21:00 uur (UTC+4) | Emin Mahmudov 37' (pen.) Emin Mahmudov 67' |       | 23' Almoez Ali 78' Almoez Ali | Olympisch Stadion, Bakoe Toeschouwers: 1.537 Scheidsrechter: Donatas Rumšas (LTU) |

### 2022
|                                                                       |                       |       |              |                                                                                     |
| 25 maart Vriendschappelijk № 277 «onderlinge duels» 19:00 uur (UTC+1) | Malta                 | 1 – 0 | Azerbeidzjan | Ta' Qalistadion, Ta' Qali Toeschouwers: onb. Scheidsrechter: César Soto Grado (ESP) |
| 25 maart Vriendschappelijk № 277 «onderlinge duels» 19:00 uur (UTC+1) | Jurgen Degabriele 55' |       |              | Ta' Qalistadion, Ta' Qali Toeschouwers: onb. Scheidsrechter: César Soto Grado (ESP) |

|                                                                       |              |                           |         |                                                                                          |
| 29 maart Vriendschappelijk № 278 «onderlinge duels» 13:00 uur (UTC+2) | Azerbeidzjan | 0 – 1                     | Letland | Ta' Qalistadion, Ta' Qali Toeschouwers: onb. Scheidsrechter: Trustin Farrugia Cann (MLT) |
| 29 maart Vriendschappelijk № 278 «onderlinge duels» 13:00 uur (UTC+2) |              | 85' Vladislavs Gutkovskis |         | Ta' Qalistadion, Ta' Qali Toeschouwers: onb. Scheidsrechter: Trustin Farrugia Cann (MLT) |

|                                                                                |                                     |       |              | |
| 3 juni UEFA Nations League Groep C3 № 279 «onderlinge duels» 20:00 uur (UTC+6) | Kazachstan                          | 2 – 0 | Azerbeidzjan | Astana Arena, Nur-Sultan Toeschouwers: 19.823 Scheidsrechter: István Vad (HUN) Video-assistent: Duje Strukan (CRO) |
| 3 juni UEFA Nations League Groep C3 № 279 «onderlinge duels» 20:00 uur (UTC+6) | Abat Ajmbetov 50' Abat Ajmbetov 60' |       |              | Astana Arena, Nur-Sultan Toeschouwers: 19.823 Scheidsrechter: István Vad (HUN) Video-assistent: Duje Strukan (CRO) |

|                                                                                |             |       |              | |
| 6 juni UEFA Nations League Groep C3 № 280 «onderlinge duels» 20:45 uur (UTC+2) | Wit-Rusland | 0 – 0 | Azerbeidzjan | Karadjordjestadion, Novi Sad (Servië) Toeschouwers: 0 Scheidsrechter: Mohammed Al-Hakim (SWE) Video-assistent: Andreas Ekberg (SWE) |
| 6 juni UEFA Nations League Groep C3 № 280 «onderlinge duels» 20:45 uur (UTC+2) |             |       |              | Karadjordjestadion, Novi Sad (Servië) Toeschouwers: 0 Scheidsrechter: Mohammed Al-Hakim (SWE) Video-assistent: Andreas Ekberg (SWE) |

|                                                                                 |              |                |           | |
| 10 juni UEFA Nations League Groep C3 № 281 «onderlinge duels» 20:00 uur (UTC+4) | Azerbeidzjan | 0 – 1          | Slowakije | Dalğa Arena, Bakoe Toeschouwers: 2.967 Scheidsrechter: Donatas Rumšas (LTU) Video-assistent: Andris Treimanis (LAT) |
| 10 juni UEFA Nations League Groep C3 № 281 «onderlinge duels» 20:00 uur (UTC+4) |              | Vladimír Weiss |           | Dalğa Arena, Bakoe Toeschouwers: 2.967 Scheidsrechter: Donatas Rumšas (LTU) Video-assistent: Andris Treimanis (LAT) |

|                                                                                 |                                        |       |             | |
| 13 juni UEFA Nations League Groep C3 № 282 «onderlinge duels» 20:00 uur (UTC+4) | Azerbeidzjan                           | 2 – 0 | Wit-Rusland | Dalğa Arena, Bakoe Toeschouwers: 2.330 Scheidsrechter: Anastasios Papapetrou (GRE) Video-assistent: Aristotelis Diamantopoulos (GRE) |
| 13 juni UEFA Nations League Groep C3 № 282 «onderlinge duels» 20:00 uur (UTC+4) | Mahir Emreli 76' Ramil Sjejdajev 90+3' |       |             | Dalğa Arena, Bakoe Toeschouwers: 2.330 Scheidsrechter: Anastasios Papapetrou (GRE) Video-assistent: Aristotelis Diamantopoulos (GRE) |

|                                                                                      |                         |       |                                           | |
| 22 september UEFA Nations League Groep C3 № 283 «onderlinge duels» 20:45 uur (UTC+2) | Slowakije               | 1 – 2 | Azerbeidzjan                              | Štadión Antona Malatinského, Trnava Toeschouwers: 2.875 Scheidsrechter: William Collum (SCO) Video-assistent: Peter Bankes (ENG) |
| 22 september UEFA Nations League Groep C3 № 283 «onderlinge duels» 20:45 uur (UTC+2) | Erik Jirka 90+3' (pen.) |       | 44' Renat Dadasjov 90+5' Hoccət Haqqverdi | Štadión Antona Malatinského, Trnava Toeschouwers: 2.875 Scheidsrechter: William Collum (SCO) Video-assistent: Peter Bankes (ENG) |

|                                                                                      |                                                                         |       |            | |
| 25 september UEFA Nations League Groep C3 № 284 «onderlinge duels» 20:00 uur (UTC+4) | Azerbeidzjan                                                            | 3 – 0 | Kazachstan | Dalğa Arena, Bakoe Toeschouwers: 2.950 Scheidsrechter: Harm Osmers (GER) Video-assistent: Benjamin Brand (GER) |
| 25 september UEFA Nations League Groep C3 № 284 «onderlinge duels» 20:00 uur (UTC+4) | Aleksandr Marotsjkin 66' (e.d.) Filip Ozobić 74' Anatoli Noerijev 90+1' |       |            | Dalğa Arena, Bakoe Toeschouwers: 2.950 Scheidsrechter: Harm Osmers (GER) Video-assistent: Benjamin Brand (GER) |

|                                                                          |                      |       |                                      |                                                                                  |
| 16 november Vriendschappelijk № 285 «onderlinge duels» 19:00 uur (UTC+2) | Moldavië             | 1 – 2 | Azerbeidzjan                         | Zimbrustadion, Chisinau Toeschouwers: 3.742 Scheidsrechter: Denys Sjoerman (UKR) |
| 16 november Vriendschappelijk № 285 «onderlinge duels» 19:00 uur (UTC+2) | Nichita Moțpan 90+2' |       | 28' Emin Mahmudov 42' Aleksej Isajev | Zimbrustadion, Chisinau Toeschouwers: 3.742 Scheidsrechter: Denys Sjoerman (UKR) |

|                                                                          |                        |       |                                                              |                                                                                 |
| 20 november Vriendschappelijk № 286 «onderlinge duels» 14:00 uur (UTC+1) | Noord-Macedonië        | 1 – 3 | Azerbeidzjan                                                 | Toše Proeskiarena, Skopje Toeschouwers: 1.000 Scheidsrechter: Enea Jorgji (ALB) |
| 20 november Vriendschappelijk № 286 «onderlinge duels» 14:00 uur (UTC+1) | Enis Bardhi 25' (pen.) |       | 38' Elvin Cəfərquliyev 65' Musa Qurbanlı 89' Ramil Sjejdajev | Toše Proeskiarena, Skopje Toeschouwers: 1.000 Scheidsrechter: Enea Jorgji (ALB) |

### 2023
|                                                                             |                                                                                           |       |                   | |
| 24 maart EK-kwalificatie Groep F № 287 «onderlinge duels» 20:45 uur (UTC+1) | Oostenrijk                                                                                | 4 – 1 | Azerbeidzjan      | Raiffeisen Arena, Linz Toeschouwers: 16.500 Scheidsrechter: Bartosz Frankowski (POL) Video-assistent: Paweł Raczkowski (POL) |
| 24 maart EK-kwalificatie Groep F № 287 «onderlinge duels» 20:45 uur (UTC+1) | Marcel Sabitzer 28' Michael Gregoritsch 29' Marcel Sabitzer 50' Christoph Baumgartner 69' |       | 64' Emin Mahmudov | Raiffeisen Arena, Linz Toeschouwers: 16.500 Scheidsrechter: Bartosz Frankowski (POL) Video-assistent: Paweł Raczkowski (POL) |

|                                                                             | |       |              | |
| 27 maart EK-kwalificatie Groep F № 288 «onderlinge duels» 20:45 uur (UTC+2) | Zweden | 5 – 0 | Azerbeidzjan | Friends Arena, Solna Toeschouwers: 23.674 Scheidsrechter: Stéphanie Frappart (FRA) Video-assistent: Benoît Millot (FRA) |
| 27 maart EK-kwalificatie Groep F № 288 «onderlinge duels» 20:45 uur (UTC+2) | Emil Forsberg 38' Bəhlul Mustafazadə 65' (e.d.) Viktor Gyökeres 79' Jesper Karlsson 88' Anthony Elanga 89' |       |              | Friends Arena, Solna Toeschouwers: 23.674 Scheidsrechter: Stéphanie Frappart (FRA) Video-assistent: Benoît Millot (FRA) |

|                                                                            |                       |       |                    | |
| 17 juni EK-kwalificatie Groep F № 289 «onderlinge duels» 20:00 uur (UTC+4) | Azerbeidzjan          | 1 – 1 | Estland            | Dalğa Arena, Bakoe Toeschouwers: 3.900 Scheidsrechter: Ondřej Berka (CZE) Video-assistent: Benoît Millot (FRA) |
| 17 juni EK-kwalificatie Groep F № 289 «onderlinge duels» 20:00 uur (UTC+4) | Anton Krivotsjoek 62' |       | 27' Rauno Sappinen | Dalğa Arena, Bakoe Toeschouwers: 3.900 Scheidsrechter: Ondřej Berka (CZE) Video-assistent: Benoît Millot (FRA) |

|                                                                                |              |                      |        | |
| 9 september EK-kwalificatie Groep F № 290 «onderlinge duels» 17:00 uur (UTC+4) | Azerbeidzjan | 0 – 1                | België | Dalğa Arena, Bakoe Toeschouwers: 4.500 Scheidsrechter: Nenad Minaković (SRB) Video-assistent: Novak Simović (SRB) |
| 9 september EK-kwalificatie Groep F № 290 «onderlinge duels» 17:00 uur (UTC+4) |              | 38' Yannick Carrasco |        | Dalğa Arena, Bakoe Toeschouwers: 4.500 Scheidsrechter: Nenad Minaković (SRB) Video-assistent: Novak Simović (SRB) |

|                                                                           |                                               |       |                      |                                                                            |
| 12 september Vriendschappelijk № 291 «onderlinge duels» 20:00 uur (UTC+4) | Azerbeidzjan                                  | 2 – 1 | Jordanië             | Dalğa Arena, Bakoe Toeschouwers: onb. Scheidsrechter: Arda Kardeşler (TUR) |
| 12 september Vriendschappelijk № 291 «onderlinge duels» 20:00 uur (UTC+4) | Emin Mahmudov 45+1' (pen.) Renat Dadasjov 79' |       | 57' Nizar Al-Rashdan | Dalğa Arena, Bakoe Toeschouwers: onb. Scheidsrechter: Arda Kardeşler (TUR) |

|                                                                               |         |                                                |              | |
| 13 oktober EK-kwalificatie Groep F № 292 «onderlinge duels» 19:00 uur (UTC+3) | Estland | 0 – 2                                          | Azerbeidzjan | A. Le Coq Arena, Tallinn Toeschouwers: 5.652 Scheidsrechter: Robert Schröder (GER) Video-assistent: Benjamin Brand (GER) |
| 13 oktober EK-kwalificatie Groep F № 292 «onderlinge duels» 19:00 uur (UTC+3) |         | 9' Toral Bayramov 45+4' (pen.) Ramil Sjejdajev |              | A. Le Coq Arena, Tallinn Toeschouwers: 5.652 Scheidsrechter: Robert Schröder (GER) Video-assistent: Benjamin Brand (GER) |

|                                                                               |              |                            |            | |
| 16 oktober EK-kwalificatie Groep F № 293 «onderlinge duels» 20:00 uur (UTC+4) | Azerbeidzjan | 0 – 1                      | Oostenrijk | Tofikh Bakhramovstadion, Bakoe Toeschouwers: 4.446 Scheidsrechter: Aristotelis Diamantopoulos (GRE) Video-assistent: Aggelos Evangelou (GRE) |
| 16 oktober EK-kwalificatie Groep F № 293 «onderlinge duels» 20:00 uur (UTC+4) |              | 48' (pen.) Marcel Sabitzer |            | Tofikh Bakhramovstadion, Bakoe Toeschouwers: 4.446 Scheidsrechter: Aristotelis Diamantopoulos (GRE) Video-assistent: Aggelos Evangelou (GRE) |

|                                                                                |                                                      |       |        | |
| 16 november EK-kwalificatie Groep F № 294 «onderlinge duels» 21:00 uur (UTC+4) | Azerbeidzjan                                         | 3 – 0 | Zweden | Tofikh Bakhramovstadion, Bakoe Toeschouwers: 5.570 Scheidsrechter: Esther Staubli (SUI) Video-assistent: Lukas Fähndrich (SUI) |
| 16 november EK-kwalificatie Groep F № 294 «onderlinge duels» 21:00 uur (UTC+4) | Emin Mahmudov 3' Renat Dadasjov 6' Emin Mahmudov 89' |       |        | Tofikh Bakhramovstadion, Bakoe Toeschouwers: 5.570 Scheidsrechter: Esther Staubli (SUI) Video-assistent: Lukas Fähndrich (SUI) |

|                                                                                |                                                                                              |       |              | |
| 19 november EK-kwalificatie Groep F № 295 «onderlinge duels» 18:00 uur (UTC+1) | België                                                                                       | 5 – 0 | Azerbeidzjan | Koning Boudewijnstadion, Brussel Toeschouwers: 30.276 Scheidsrechter: Gergő Bogár (HUN) Video-assistent: Tamás Bognár (HUN) |
| 19 november EK-kwalificatie Groep F № 295 «onderlinge duels» 18:00 uur (UTC+1) | Romelu Lukaku 17' Romelu Lukaku 26' Romelu Lukaku 30' Romelu Lukaku 37' Leandro Trossard 90' |       |              | Koning Boudewijnstadion, Brussel Toeschouwers: 30.276 Scheidsrechter: Gergő Bogár (HUN) Video-assistent: Tamás Bognár (HUN) |

### 2024
|                                                                       |                          |       |          |                                                                                       |
| 22 maart Vriendschappelijk № 296 «onderlinge duels» 20:00 uur (UTC+4) | Azerbeidzjan             | 1 – 0 | Mongolië | Tofikh Bakhramovstadion, Bakoe Toeschouwers: 4.000 Scheidsrechter: Zorbay Küçük (TUR) |
| 22 maart Vriendschappelijk № 296 «onderlinge duels» 20:00 uur (UTC+4) | Bəhlul Mustafazadə 90+1' |       |          | Tofikh Bakhramovstadion, Bakoe Toeschouwers: 4.000 Scheidsrechter: Zorbay Küçük (TUR) |

|                                                                       |                   |       |                   |                                                                                        |
| 25 maart Vriendschappelijk № 297 «onderlinge duels» 20:00 uur (UTC+4) | Azerbeidzjan      | 1 – 1 | Bulgarije         | Tofikh Bakhramovstadion, Bakoe Toeschouwers: 3.220 Scheidsrechter: Kristo Tohver (EST) |
| 25 maart Vriendschappelijk № 297 «onderlinge duels» 20:00 uur (UTC+4) | Musa Qurbanlı 87' |       | 59' Filip Krastev | Tofikh Bakhramovstadion, Bakoe Toeschouwers: 3.220 Scheidsrechter: Kristo Tohver (EST) |

|                                                                     |                                                 |       |                     |                                                                                            |
| 7 juni Vriendschappelijk № 298 «onderlinge duels» 19:00 uur (UTC+2) | Albanië                                         | 3 – 1 | Azerbeidzjan        | Haladás Sportkomplexum, Szombathely Toeschouwers: 700 Scheidsrechter: Mihály Káprály (HUN) |
| 7 juni Vriendschappelijk № 298 «onderlinge duels» 19:00 uur (UTC+2) | Adrian Bajrami 11' Rey Manaj 81' Qazim Laçi 87' |       | 90+1' Musa Qurbanlı | Haladás Sportkomplexum, Szombathely Toeschouwers: 700 Scheidsrechter: Mihály Káprály (HUN) |

|                                                                      |                                                              |       |                                         |                                                                                           |
| 11 juni Vriendschappelijk № 299 «onderlinge duels» 16:00 uur (UTC+2) | Azerbeidzjan                                                 | 3 – 2 | Kazachstan                              | Haladás Sportkomplexum, Szombathely Toeschouwers: onb. Scheidsrechter: Bence Csonka (HUN) |
| 11 juni Vriendschappelijk № 299 «onderlinge duels» 16:00 uur (UTC+2) | Mahir Emreli 42' Emin Mahmudov 51' (pen.) Toral Bayramov 73' |       | 2' Jan Vorogovskij 28' Maksim Samorodov | Haladás Sportkomplexum, Szombathely Toeschouwers: onb. Scheidsrechter: Bence Csonka (HUN) |

|                                                                                     |                    |       |                                                                  | |
| 5 september UEFA Nations League Groep C1 № 300 «onderlinge duels» 20:00 uur (UTC+4) | Azerbeidzjan       | 1 – 3 | Zweden                                                           | Tofikh Bakhramovstadion, Bakoe Toeschouwers: 9.450 Scheidsrechter: Balázs Berke (HUN) Video-assistent: Tamás Bognár (HUN) |
| 5 september UEFA Nations League Groep C1 № 300 «onderlinge duels» 20:00 uur (UTC+4) | Renat Dadasjov 82' |       | 65' Alexander Isak 71' Alexander Isak 80' (pen.) Viktor Gyökeres | Tofikh Bakhramovstadion, Bakoe Toeschouwers: 9.450 Scheidsrechter: Balázs Berke (HUN) Video-assistent: Tamás Bognár (HUN) |

|                                                                                     |                                          |       |              | |
| 8 september UEFA Nations League Groep C1 № 301 «onderlinge duels» 18:00 uur (UTC+2) | Slowakije                                | 2 – 0 | Azerbeidzjan | Košická futbalová aréna, Košice Toeschouwers: 11.435 Scheidsrechter: Damian Sylwestrzak (POL) Video-assistent: Piotr Lasyk (POL) |
| 8 september UEFA Nations League Groep C1 № 301 «onderlinge duels» 18:00 uur (UTC+2) | Ondrej Duda 22' (pen.) David Strelec 26' |       |              | Košická futbalová aréna, Košice Toeschouwers: 11.435 Scheidsrechter: Damian Sylwestrzak (POL) Video-assistent: Piotr Lasyk (POL) |

|                                                                                    |                                                                |       |                             | |
| 11 oktober UEFA Nations League Groep C1 № 302 «onderlinge duels» 19:00 uur (UTC+3) | Estland                                                        | 3 – 1 | Azerbeidzjan                | A. Le Coq Arena, Tallinn Toeschouwers: 6.034 Scheidsrechter: Robert Harvey (IRL) Video-assistent: Michael Salisbury (ENG) |
| 11 oktober UEFA Nations League Groep C1 № 302 «onderlinge duels» 19:00 uur (UTC+3) | Joan Jakovlev 32' Vlasi Sinjavski 45+2' Rocco Robert Shein 71' |       | 45+1' (pen.) Toral Bayramov | A. Le Coq Arena, Tallinn Toeschouwers: 6.034 Scheidsrechter: Robert Harvey (IRL) Video-assistent: Michael Salisbury (ENG) |

|                                                                                    |                    |       |                                                              | |
| 14 oktober UEFA Nations League Groep C1 № 303 «onderlinge duels» 20:00 uur (UTC+4) | Azerbeidzjan       | 1 – 3 | Slowakije                                                    | Tofikh Bakhramovstadion, Bakoe Toeschouwers: 4.269 Scheidsrechter: Rohit Saggi (NOR) Video-assistent: Jochem Kamphuis (NED) |
| 14 oktober UEFA Nations League Groep C1 № 303 «onderlinge duels» 20:00 uur (UTC+4) | Toral Bayramov 38' |       | 15' (e.d.) Rahil Məmmədov 75' Lukáš Haraslín 87' Dávid Ďuriš | Tofikh Bakhramovstadion, Bakoe Toeschouwers: 4.269 Scheidsrechter: Rohit Saggi (NOR) Video-assistent: Jochem Kamphuis (NED) |

|                                                                                     |              |       |         | |
| 16 november UEFA Nations League Groep C1 № 304 «onderlinge duels» 18:00 uur (UTC+4) | Azerbeidzjan | 0 – 0 | Estland | Stadsstadion, Qəbələ Toeschouwers: 1.600 Scheidsrechter: John Beaton (SCO) Video-assistent: Andrew Dallas (SCO) |
| 16 november UEFA Nations League Groep C1 № 304 «onderlinge duels» 18:00 uur (UTC+4) |              |       |         | Stadsstadion, Qəbələ Toeschouwers: 1.600 Scheidsrechter: John Beaton (SCO) Video-assistent: Andrew Dallas (SCO) |

|                                                                                     | |       |              | |
| 19 november UEFA Nations League Groep C1 № 305 «onderlinge duels» 20:45 uur (UTC+1) | Zweden | 6 – 0 | Azerbeidzjan | Friends Arena, Solna Toeschouwers: 10.127 Scheidsrechter: Paweł Raczkowski (POL) Video-assistent: Paweł Malec (POL) |
| 19 november UEFA Nations League Groep C1 № 305 «onderlinge duels» 20:45 uur (UTC+1) | Dejan Kulusevski 10' Viktor Gyökeres 26' Viktor Gyökeres 37' Dejan Kulusevski 57' Viktor Gyökeres 58' Viktor Gyökeres 70' |       |              | Friends Arena, Solna Toeschouwers: 10.127 Scheidsrechter: Paweł Raczkowski (POL) Video-assistent: Paweł Malec (POL) |

### 2025
|                                                                       |              |                                                                  |       |                                                                                          |
| 22 maart Vriendschappelijk № 306 «onderlinge duels» 21:45 uur (UTC+4) | Azerbeidzjan | 0 – 3                                                            | Haïti | Mehdi Huseynzadestadion, Sumqayıt Toeschouwers: 3.000 Scheidsrechter: Kadir Sağlam (TUR) |
| 22 maart Vriendschappelijk № 306 «onderlinge duels» 21:45 uur (UTC+4) |              | 9' Frantzdy Pierrot 63' Frantzdy Pierrot 83' Danley Jean Jacques |       | Mehdi Huseynzadestadion, Sumqayıt Toeschouwers: 3.000 Scheidsrechter: Kadir Sağlam (TUR) |

|                                                                       |              |                                          |             |                                                                                 |
| 25 maart Vriendschappelijk № 307 «onderlinge duels» 21:45 uur (UTC+4) | Azerbeidzjan | 0 – 2                                    | Wit-Rusland | Alinja Arena, Masazır Toeschouwers: 2.452 Scheidsrechter: Aleko Aptsiauri (GEO) |
| 25 maart Vriendschappelijk № 307 «onderlinge duels» 21:45 uur (UTC+4) |              | 59' Pavel Zabelin 78' Mikita Dzemtsjanka |             | Alinja Arena, Masazır Toeschouwers: 2.452 Scheidsrechter: Aleko Aptsiauri (GEO) |

|                                                                     |         |       |              |                                                                                     |
| 7 juni Vriendschappelijk № 308 «onderlinge duels» 16:00 uur (UTC+3) | Letland | 0 – 0 | Azerbeidzjan | Skontostadion, Riga Toeschouwers: 4.594 Scheidsrechter: Trustin Farrugia Cann (MLT) |
| 7 juni Vriendschappelijk № 308 «onderlinge duels» 16:00 uur (UTC+3) |         |       |              | Skontostadion, Riga Toeschouwers: 4.594 Scheidsrechter: Trustin Farrugia Cann (MLT) |

|                                                                      |                   |       |                                          |                                                                               |
| 10 juni Vriendschappelijk № 309 «onderlinge duels» 20:00 uur (UTC+4) | Azerbeidzjan      | 1 – 2 | Hongarije                                | Dalğa Arena, Bakoe Toeschouwers: 2.830 Scheidsrechter: Viktor Sjimoesik (BLR) |
| 10 juni Vriendschappelijk № 309 «onderlinge duels» 20:00 uur (UTC+4) | Renat Dadasjov 7' |       | 5' Barnabás Varga 53' Dominik Szoboszlai | Dalğa Arena, Bakoe Toeschouwers: 2.830 Scheidsrechter: Viktor Sjimoesik (BLR) |

|                                                                              |         |   |              |                                                                         |
| 5 september WK-kwalificatie Groep D № 310 «onderlinge duels» 18:45 uur (UTC) | IJsland | – | Azerbeidzjan | Laugardalsvöllur, Reykjavik Toeschouwers: n.n.b. Scheidsrechter: n.n.b. |
| 5 september WK-kwalificatie Groep D № 310 «onderlinge duels» 18:45 uur (UTC) |         |   |              | Laugardalsvöllur, Reykjavik Toeschouwers: n.n.b. Scheidsrechter: n.n.b. |

|                                                                                |              |   |          |                                                                            |
| 9 september WK-kwalificatie Groep D № 311 «onderlinge duels» 20:00 uur (UTC+4) | Azerbeidzjan | – | Oekraïne | Tofikh Bakhramovstadion, Bakoe Toeschouwers: n.n.b. Scheidsrechter: n.n.b. |
| 9 september WK-kwalificatie Groep D № 311 «onderlinge duels» 20:00 uur (UTC+4) |              |   |          | Tofikh Bakhramovstadion, Bakoe Toeschouwers: n.n.b. Scheidsrechter: n.n.b. |

|                                                                               |           |   |              |                                                                      |
| 10 oktober WK-kwalificatie Groep D № 312 «onderlinge duels» 20:45 uur (UTC+2) | Frankrijk | – | Azerbeidzjan | Parc des Princes, Parijs Toeschouwers: n.n.b. Scheidsrechter: n.n.b. |
| 10 oktober WK-kwalificatie Groep D № 312 «onderlinge duels» 20:45 uur (UTC+2) |           |   |              | Parc des Princes, Parijs Toeschouwers: n.n.b. Scheidsrechter: n.n.b. |

|                                                                               |          |   |              |                                                                              |
| 13 oktober WK-kwalificatie Groep D № 313 «onderlinge duels» 20:45 uur (UTC+2) | Oekraïne | – | Azerbeidzjan | Stadion Miejski, Wrocław (Polen) Toeschouwers: n.n.b. Scheidsrechter: n.n.b. |
| 13 oktober WK-kwalificatie Groep D № 313 «onderlinge duels» 20:45 uur (UTC+2) |          |   |              | Stadion Miejski, Wrocław (Polen) Toeschouwers: n.n.b. Scheidsrechter: n.n.b. |

|                                                                                |              |   |         |                                                                  |
| 13 november WK-kwalificatie Groep D № 314 «onderlinge duels» 21:00 uur (UTC+4) | Azerbeidzjan | – | IJsland | Bakcell Arena, Bakoe Toeschouwers: n.n.b. Scheidsrechter: n.n.b. |
| 13 november WK-kwalificatie Groep D № 314 «onderlinge duels» 21:00 uur (UTC+4) |              |   |         | Bakcell Arena, Bakoe Toeschouwers: n.n.b. Scheidsrechter: n.n.b. |

|                                                                                |              |   |           |                                                                            |
| 16 november WK-kwalificatie Groep D № 315 «onderlinge duels» 21:00 uur (UTC+4) | Azerbeidzjan | – | Frankrijk | Tofikh Bakhramovstadion, Bakoe Toeschouwers: n.n.b. Scheidsrechter: n.n.b. |
| 16 november WK-kwalificatie Groep D № 315 «onderlinge duels» 21:00 uur (UTC+4) |              |   |           | Tofikh Bakhramovstadion, Bakoe Toeschouwers: n.n.b. Scheidsrechter: n.n.b. |

AFFA · A-internationals · Bondscoaches · Statistieken · Azerbeidzjaans vrouwenelftal · Azerbeidzjan U21 · Azerbeidzjan U20 · Azerbeidzjan U19 · Azerbeidzjan U18 · Azerbeidzjan U17 · Azerbeidzjan U16
1992 – 1999 ·
2000 – 2009 ·
2010 – 2019 ·
2020 − 2029
1992 · 
1993 · 
1994 · 
1995 · 
1996 · 
1997 · 
1998 · 
1999 · 
2000 · 
2001 · 
2002 · 
2003 · 
2004 · 
2005 · 
2006 · 
2007 · 
2008 · 
2009 · 
2010 · 
2011 · 
2012 · 
2013 · 
2014 · 
2015 · 
2016 · 
2017 ·
2018 ·
2019 ·
2020 ·
2021 ·
2022 ·
2023 ·
2024 ·
2025
Albanië ·
Andorra ·
Bahrein ·
België ·
Bosnië en Herzegovina · 
Bulgarije ·
Canada ·
Cyprus ·
Duitsland ·
Engeland ·
Estland ·
Faeröer ·
Filipijnen ·
Finland ·
Frankrijk ·
Georgië ·
Haïti · 
Honduras ·
Hongarije ·
Ierland ·
IJsland ·
India ·
Irak ·
Iran ·
Israël ·
Italië ·
Japan · 
Jordanië ·
Kazachstan ·
Kirgizië · 
Koeweit · 
Kosovo · 
Kroatië · 
Letland ·
Liechtenstein ·
Litouwen ·
Luxemburg ·
Malta ·
Moldavië ·
Mongolië ·
Montenegro ·
Noord-Ierland ·
Noord-Macedonië ·
Noorwegen ·
Oekraïne ·
Oezbekistan ·
Oman ·
Oostenrijk ·
Palestina ·
Polen ·
Portugal ·
Qatar ·
Roemenië ·
Rusland ·
San Marino ·
Saoedi-Arabië ·
Servië ·
Servië en Montenegro ·
Singapore ·
Slovenië ·
Slowakije ·
Spanje ·
Tadzjikistan · 
Trinidad en Tobago · 
Tsjechië ·
Turkije · 
Turkmenistan · 
Verenigde Arabische Emiraten ·
Verenigde Staten ·
Wales ·
Wit-Rusland ·
Zwitserland ·
Zweden
CONMEBOL: Argentinië · Bolivia · Brazilië · Chili · Colombia · Ecuador · Paraguay · Peru · Uruguay · Venezuela

UEFA: Albanië · Andorra · Armenië · Azerbeidzjan · België · Bosnië en Herzegovina · Bulgarije · Cyprus · Denemarken · Duitsland · Engeland · Estland · Faeröer · Finland · Frankrijk · Georgië · Gibraltar · Griekenland · Hongarije · IJsland · Ierland · Israël · Italië · Kazachstan · Kosovo · Kroatië · Letland · Liechtenstein · Litouwen · Luxemburg · Malta · Moldavië · Montenegro · Nederland · Noord-Ierland · Noord-Macedonië · Noorwegen · Oekraïne · Oostenrijk · Polen · Portugal · Roemenië · Rusland · San Marino · Schotland · Servië · Slovenië · Slowakije · Spanje · Tsjechië · Turkije · Wales · Wit-Rusland · Zweden · Zwitserland

AFC: Australië · China · Irak · Iran · Japan · Libanon · Oezbekistan · Oman · Qatar · Saoedi-Arabië · Syrië · Verenigde Arabische Emiraten · Vietnam · Zuid-Korea

CAF: Algerije · Burkina Faso · Congo-Kinshasa · Egypte · Ghana · Ivoorkust · Kaapverdië · Kameroen · Mali · Marokko · Nigeria · Senegal · Tunesië · Zuid-Afrika

CONCACAF: Canada · Costa Rica · Curaçao · El Salvador · Honduras · Jamaica · Mexico · Panama · Suriname · Verenigde Staten

OFC: Nieuw-Zeeland